# إدوارد أ. غيلبرت
إدوارد أ. غيلبرت هو سياسي أمريكي، ولد في 6 يوليو 1854 في إلينوي في الولايات المتحدة، وتوفي في 13 مارس 1935. نشط حزبياً في الحزب الجمهوري.